# Isola del Cantone
Pour les articles homonymes, voir Cantone.
Isola del Cantone est une commune italienne de la ville métropolitaine de Gênes dans la région Ligurie en Italie.

## Administration
| Période                                  | Période  | Identité      | Étiquette     | Qualité |
| ---------------------------------------- | -------- | ------------- | ------------- | ------- |
| 24/06/2004                               | En cours | Giulio Assale | Centre-Gauche |         |
| Les données manquantes sont à compléter. |          |               |               |         |

### Hameaux
Borlasca, Montessoro, Pietrabissara, Prarolo, Vobbietta

### Communes limitrophes
Arquata Scrivia, Busalla, Gavi, Grondona, Mongiardino Ligure, Roccaforte Ligure, Ronco Scrivia, Vobbia, Voltaggio